# Калликсен
Калликсен — афинский политик, занимавшийся политической деятельностью в 400-х годах до н. э. После выигранной афинянами битвы при Аргинусах выступил обвинителем против стратегов-победителей по обвинению в нечестии (суд над стратегами). В результате его деятельности стратеги были приговорены к смертной казни и конфискации имущества. Позднее афиняне раскаялись в своих поспешных действиях и решили наказать тех, кто подговорил народ принять такое решение, но им, в том числе и Калликсену, удалось бежать. В 403 году до н. э. Калликсен вернулся в Афины и, как пишет Ксенофонт, «умер от голода, ненавидимый всеми».